# 3410-es busz (–2020)
A 3410-es jelzésű regionális autóbuszvonal Eger és Felsőtárkány között húzódott, amelyet a Volánbusz Zrt. üzemeltetett.

## Története
A 3410-es buszjáratok első formája Egert és az agglomerációjában fekvő községet, Felsőtárkányt kötötte össze. A kettő település között ütemezett menetrend volt jelen, Egeren belül a forgalmasabb; azon kívül minden állomáson és megállóhelyen megállva. A távot 12 kilométeren 25 perc alatt teljesítette.
A Volánbusz Zrt. 2020. december 13-ai menetrendi-módosításaival kettő, egymástól független autóbuszvonalat kötött össze, mellyel egy észak-déli tengelyű, átszállásmentes útvonalat hozott létre a 3435-ös buszok személyében, a 3425-ös buszvonal bevonásával, egészen Maklárig Andornaktályán és Nagytályán keresztül.
A 3410-es jelzést az egri Volán-telep és Ózd között közlekedő autóbuszjáratok vették át 2022. január 1-től, melyek ezen felül igénybe vehetőek helyi járatként is.

## Útvonala
Az autóbuszvonal Heves vármegye megyeszékhelyét és egyik szomszédos községét, Egert és Felsőtárkányt kötötte össze.
A járatok Egeren belül a forgalmasabb; azon kívül minden állomáson és megállóhelyen megálltak. A megyeszékhelyen Nagylapost és Felnémetet érintették a 25-ös főúton, majd utolsó szakaszukon közutakon érkezetek Felsőtárkány végleteibe.

## Közlekedése
Az autóbuszjáratok a hét minden napján közlekedtek, rendszerint óránként, csúcsidőben egészen 20 perces ütemben. Kiegészítő járatokkal szolgáltak az 1383-as buszvonal hétvégi indításai, melyek a Bükkön át Miskolcig közlekedtek.
| Viszonylat                             | Indításszám       | Közlekedési rend          |
| -------------------------------------- | ----------------- | ------------------------- |
| Eger, aut. áll. – Felsőtárkány, csárda | 26 oda, 27 vissza | tanítási naponta          |
| Eger, aut. áll. – Felsőtárkány, csárda | 25 oda, 26 vissza | tanszünetben munkanaponta |
| Eger, aut. áll. – Felsőtárkány, csárda | 11 pár            | szabadnaponta             |
| Eger, aut. áll. – Felsőtárkány, csárda | 9 pár             | munkaszüneti naponta      |

### Járművek
Az autóbuszvonalon szóló autóbuszok közlekedtek, melyek többségében Credo EC 12 járművek voltak, de rendszeres résztvevőek voltak az Ikarus C56-ok és a Volvo Alfa Regiók.

### Csatlakozások
- Felsőtárkány, fűtőház megállóhelyen – Stimeczház felé/felől erdei vasútra (Stimeczház–Felsőtárkány-vasútvonal).

## Megállóhelyei
| 0  | 0  | Eger, autóbusz-állomás vonalközi végállomás | 0.0 km  |  |
| 1  | 1  | Eger, Bartakovics út                        | 1.0 km  |  |
|    | 2  | Eger, garzonház                             | 2.2 km  |  |
| 2  | 3  | Eger, Kővágó tér                            | 2.5 km  |  |
|    | 4  | Eger, Shell kút                             | 3.1 km  |  |
| 3  | 5  | Eger, Nagylapos                             | 3.7 km  |  |
| 4  | 6  | Eger (Felnémet), felsőtárkányi elágazás     | 4.7 km  |  |
|    | 7  | Eger (Felnémet), Tárkányi út                | 5.3 km  |  |
| 5  | 8  | Eger (Felnémet), Sánc út                    | 5.7 km  |  |
| 6  | 9  | Eger, vállalkozói park                      | 6.4 km  |  |
| 7  | 10 | Felsőtárkány, Fő út 8.                      | 8.7 km  |  |
| 8  | 11 | Felsőtárkány, Mészégető                     | 9.2 km  |  |
| 9  | 12 | Felsőtárkány, autóbusz-váróterem            | 10.3 km |  |
| 10 | 13 | Felsőtárkány, Fő út 324.                    | 11.3 km |  |
| 11 | 14 | Felsőtárkány, fűtőház                       | 11.8 km |  |
| 12 | 15 | Felsőtárkány, csárda végállomás             | 12.3 km |  |